# Croix de cimetière de Luitré
La croix de cimetière de Luitré est une croix monumentale située dans le cimetière de Luitré (commune de Luitré-Dompierre depuis 2019), dans le département français d'Ille-et-Vilaine, région Bretagne.

## Historique
La croix date du XVIe siècle et fait l’objet d’un classement au titre des monuments historiques depuis le 20 mars 1912,,.

## Description et architecture

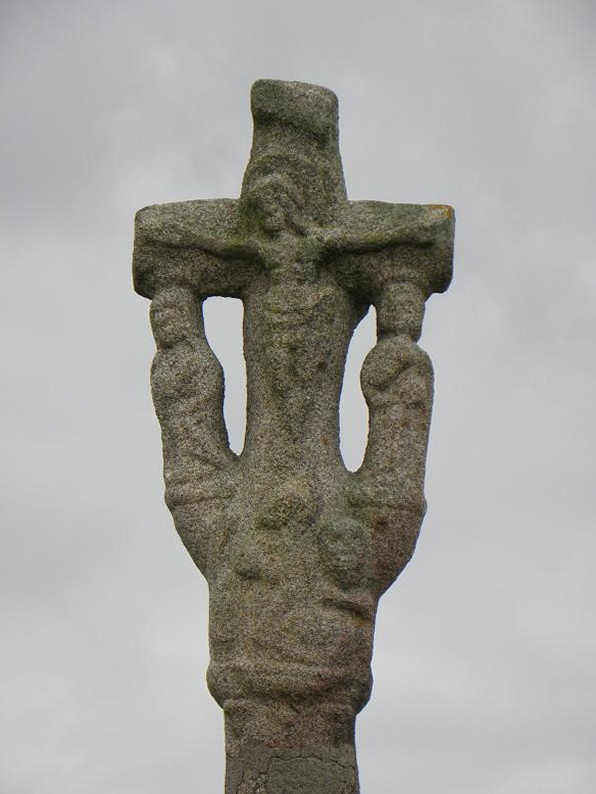
Sommet de la croix : le Christ entouré de la Vierge et de Saint-Jean
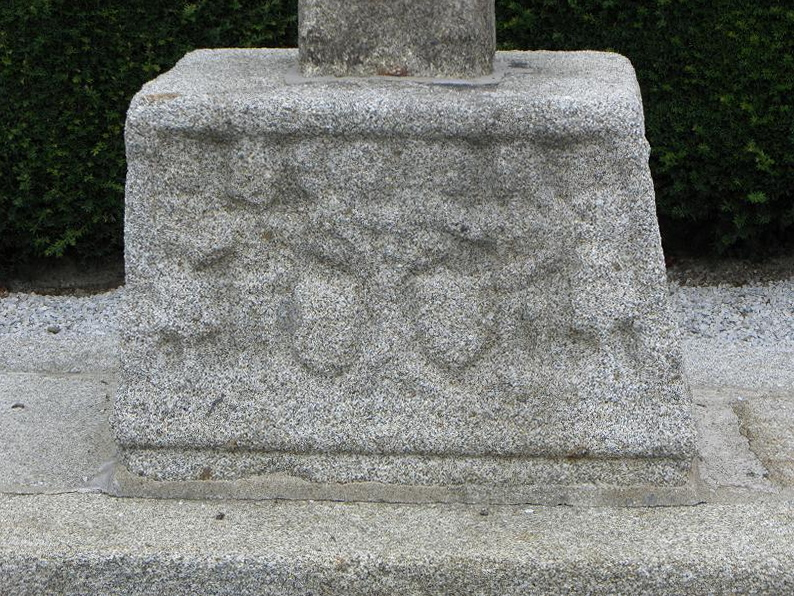
Base de la croix
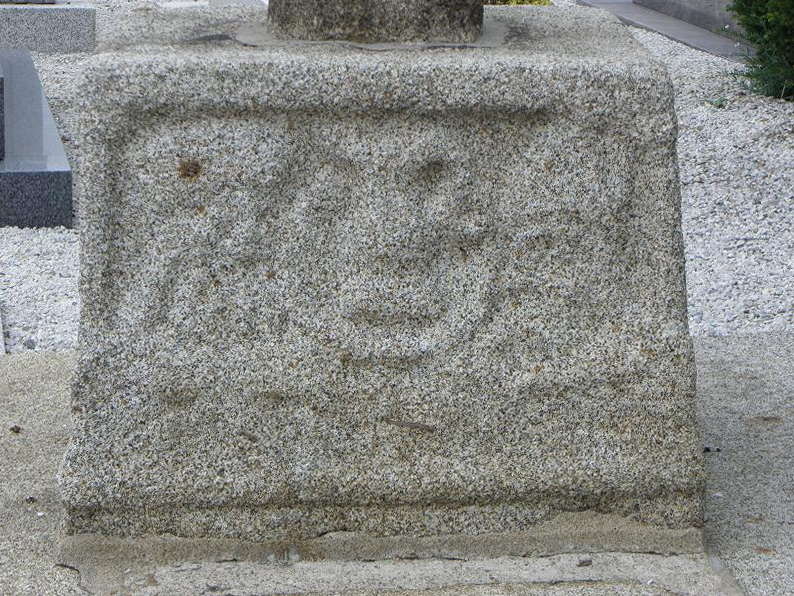
Base de la croix
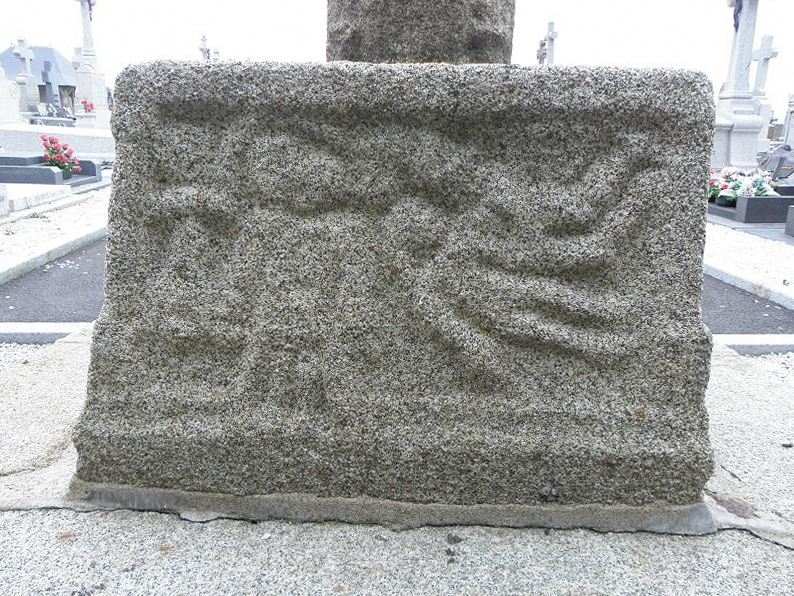
Base de la croix
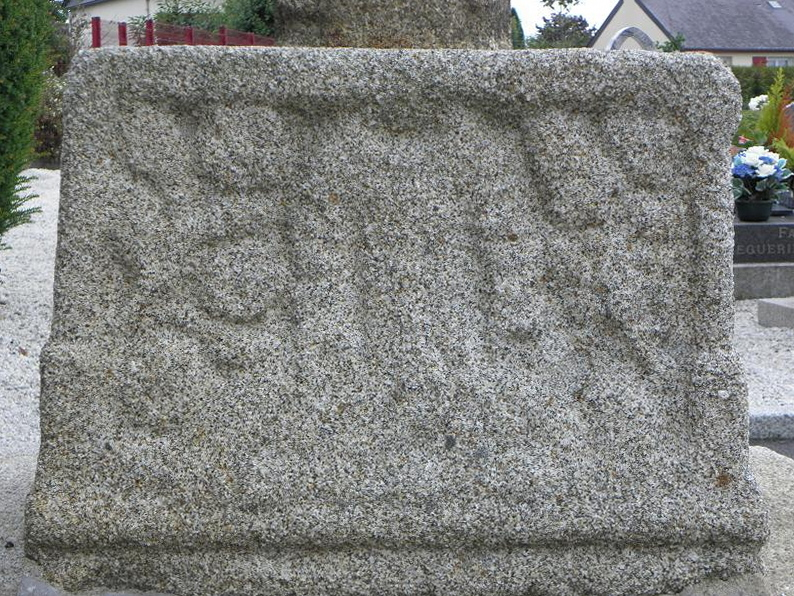
Base de la croix